# Labus postpetiolatus
Labus postpetiolatus är en stekelart som beskrevs av Gusenleitner 1988. Labus postpetiolatus ingår i släktet Labus och familjen Eumenidae. Inga underarter finns listade i Catalogue of Life.